# 요시다 도모히사
요시다 도모히사(일본어: 吉田 智尚, 1984년 5월 27일 ~ )는 일본의 전 축구 선수이다.

## 구단 경력
과거 오이타 트리니타, 에히메 FC, 미토 홀리호크, 츠바이겐 가나자와, FC 마치다 젤비아, 후쿠시마 유나이티드 FC, 나라 클럽에서 활동하였다.